# Pluche et Brindille
 (septembre 2011).
Si vous disposez d'ouvrages ou d'articles de référence ou si vous connaissez des sites web de qualité traitant du thème abordé ici, merci de compléter l'article en donnant les références utiles à sa vérifiabilité et en les liant à la section « Notes et références ».
Pluche et Brindille est une émission de télévision jeunesse québécoise diffusée à partir de septembre 1981 sur la chaîne TVJQ.

## Synopsis
Pluche était une créature humanoïde couverte de fourrure grise qui vivait dans une boîte aux lettres alors que Brindille (incarnée par Mireille Pouliot) était une lutine qui se déplaçait dans un chariot d'épicerie.